# Люминол
Люминол — органическое соединение с формулой C8H7N3O2. Представляет собой белые или светло-жёлтые кристаллы. Хорошо растворим в полярных органических растворителях, однако практически нерастворим в воде. Люминол является веществом, способным к хемилюминесценции. Он испускает синее свечение при взаимодействии с некоторыми окислителями. Люминол используется судебными экспертами для выявления следов крови, оставленных на месте преступления, так как он реагирует с железом, содержащимся в гемоглобине крови. Также люминол используют биологи при проведении различных исследований клеток для обнаружения меди, железа и цианидов.

## Получение
В лабораторных условиях люминол может быть получен в результате двустадийного синтеза исходя из 3-нитрофталевой кислоты. Первой стадией является её нагревание с гидразином в высококипящем органическом растворителе, таком как, например, триэтиленгликоль. В результате реакции конденсации образуется гетероциклическая система 5-нитрофталилгидразида. Нитрогруппа этого соединения может быть восстановлена при помощи NaHSO3 или сульфида аммония, дав в результате люминол.
Многие сайты пишут, что впервые люминол был синтезирован в Германии в 1902 году.
В действительности люминол открыт приблизительно в 1853 году. Изучен был в 1928.

## Хемилюминесценция

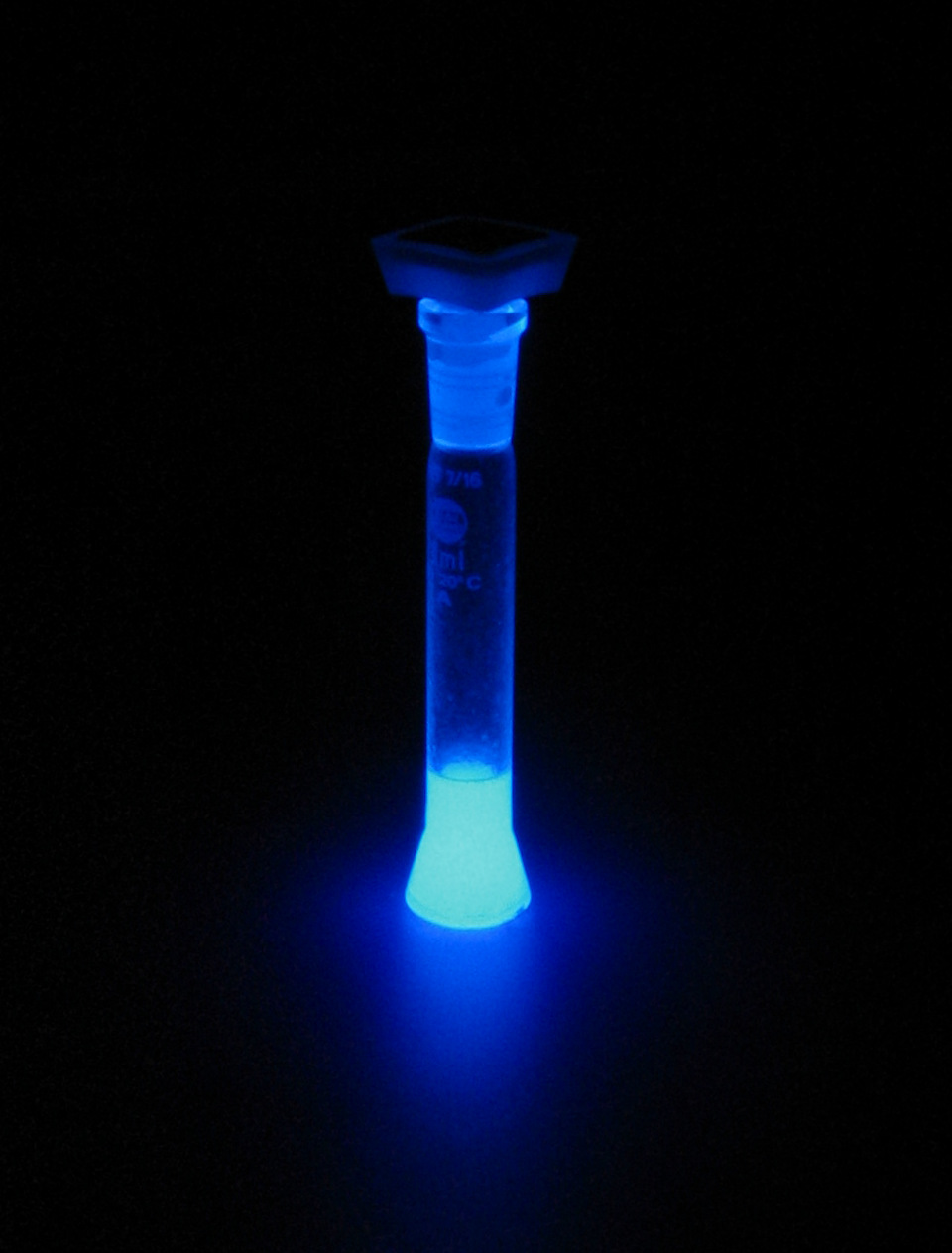
Хемилюминесценция люминола

Хемилюминесцентные свойства люминола проявляются в присутствии окислителей. Для этой цели может быть использован пероксид водорода (H2O2) в растворе щёлочи.
В присутствии катализаторов, таких как соли железа (например, красная кровяная соль), пероксид водорода разлагается с образованием кислорода и воды.
При взаимодействии люминола с гидроксид-ионами образуется дианион, который взаимодействует с кислородом. Продуктом этой реакции является крайне нестабильный органический дирадикал, который моментально распадается с образованием азота и молекулы 3-аминофталевой кислоты в возбуждённом электронном состоянии. При возвращении молекулы из возбуждённого в основное электронное состояние испускается фотон.